# Dordtse gevel

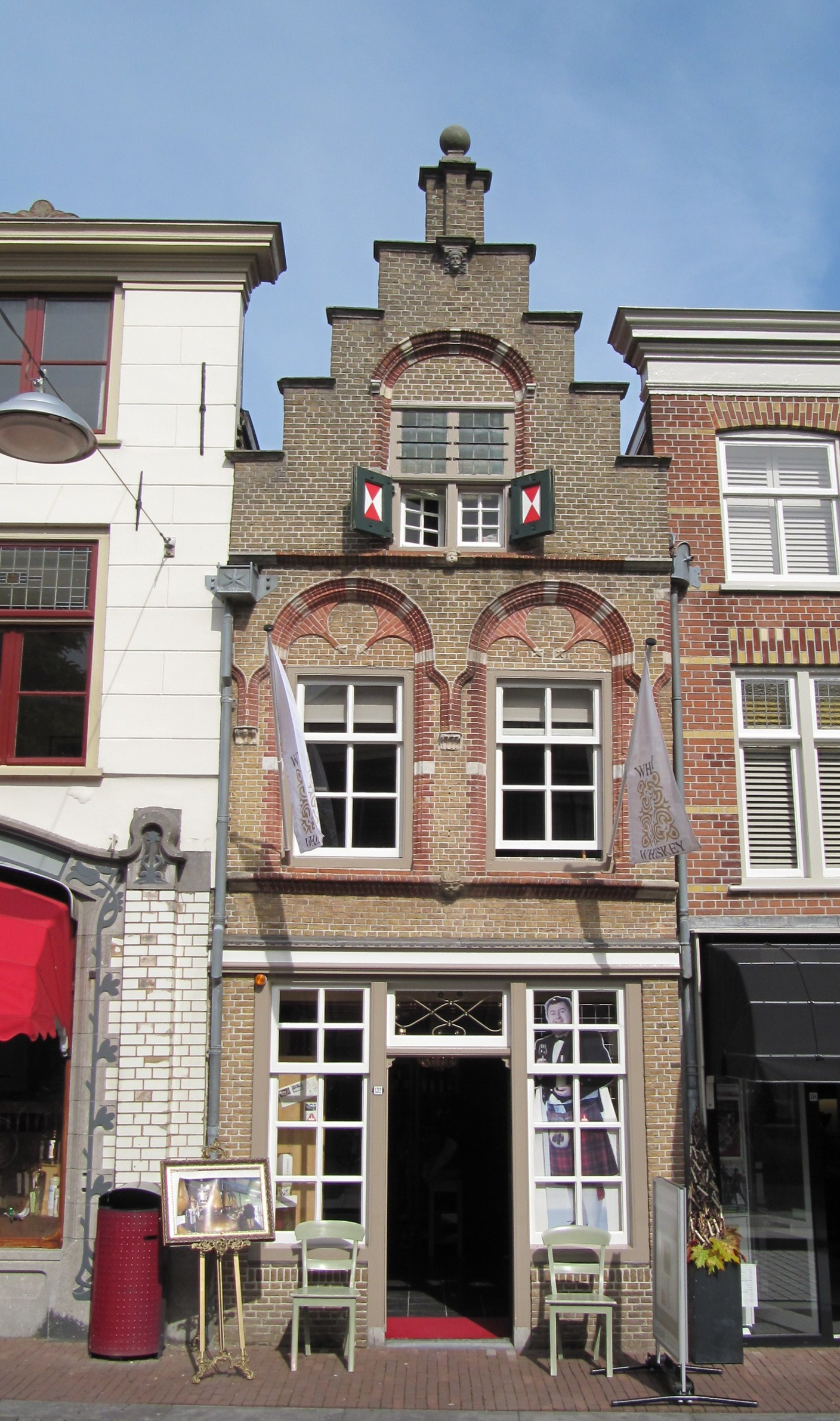
Dordtse gevel met driepas

Een Dordtse gevel is een renaissancistisch geveltype dat in de stad Dordrecht werd ontwikkeld en dat ook elders wel te zien is.
Een Dordtse gevel is een trapgevel die verder wordt gekenmerkt door rondbogen boven de vensters, waarvan de nis vaak met een driepas of een zogenaamde drielobboog is versierd. Een aantal kopjes is ter versiering aangebracht en meestal heeft de gevel boven de onderpui nog twee verdiepingen.
De oudste gevels zijn vanaf 1550, en de meeste zijn tussen 1650 en 1795 gebouwd. 
De Dordtse gevel werd gebouwd als meesterproef voor het metselaarsgilde van Dordrecht. Ze bevatte tal van elementen waarin alle aspecten van de metselaarskunst naar voren kwamen. Het ontwerp van de Dordtse gevel bleef bijna nagenoeg ongewijzigd, ondanks de komst van nieuwe architectonische stijlen. In 1725 vond het gemeentebestuur dat de Dordtse gevels niet meer pasten in de voorname straten van de stad en verordonneerde dat metselaarsproeven alleen nog mochten worden gebouwd in de achterstraten. Hierdoor zijn deze traditionele gevels ook te vinden in kleine straatjes en aan de randen van de binnenstad. De bouw van de oorspronkelijke Dordtse gevels verdween in 1795, toen de gilden werden opgeheven. Rond 1900 kwam de stijl kortstondig terug als historiserende neostijl, waarin een aantal gebouwen werden opgetrokken zoals de Statenschool in de Hofstraat.
Van oorsprong waren de Dordtse gevels trapgevels. De meeste huizen met een Dordtse gevel hebben op de eerste etage slechts twee vensters. In Dordrecht is slechts één gevel over gebleven met drie vensters (Kerkstraat - Grotekerksplein 5 achterzijde). Bijzondere Dordtse gevels met meerdere vensters op de etages zijn te vinden in Grave en Heusden. In later eeuwen werden de gevels soms aangepast aan de nieuwe modes. De trapgevels werden hierbij afgetopt en veranderd in een lijstgevel. Het versierde metselwerk boven de raampartijen en de typende kopjes als afsluiting van de rondbogen verraadden de oorspronkelijk Dordtse gevel.   
In Dordrecht werden tijdens de ingrijpende sanering van de binnenstad in de jaren zestig vele achterstraten gesloopt. De fraaiste gevels uit deze straten, waaronder een aantal van het Dordtse type werden verplaatst naar de Hofstraat en de oostelijke wand van het Statenplein. Ze staan niet op de monumentenlijst.
Omstreeks 1900 bezat Dordrecht nog 150 Dordtse gevels, maar daarvan zijn er nog circa 50 over.
Omdat Dordtse bouwmeesters ook in andere steden werkten zijn ook daar Dordtse gevels gebouwd. 
Voorbeelden van Dordtse gevels zijn te vinden in Bergen op Zoom, Delft, Geertruidenberg, Gorinchem, Grave, Haarlem, Heusden, Leeuwarden, Oud-Beijerland, Schiedam en Woudrichem.

## Fotogalerij Dordtse gevels in Dordrecht

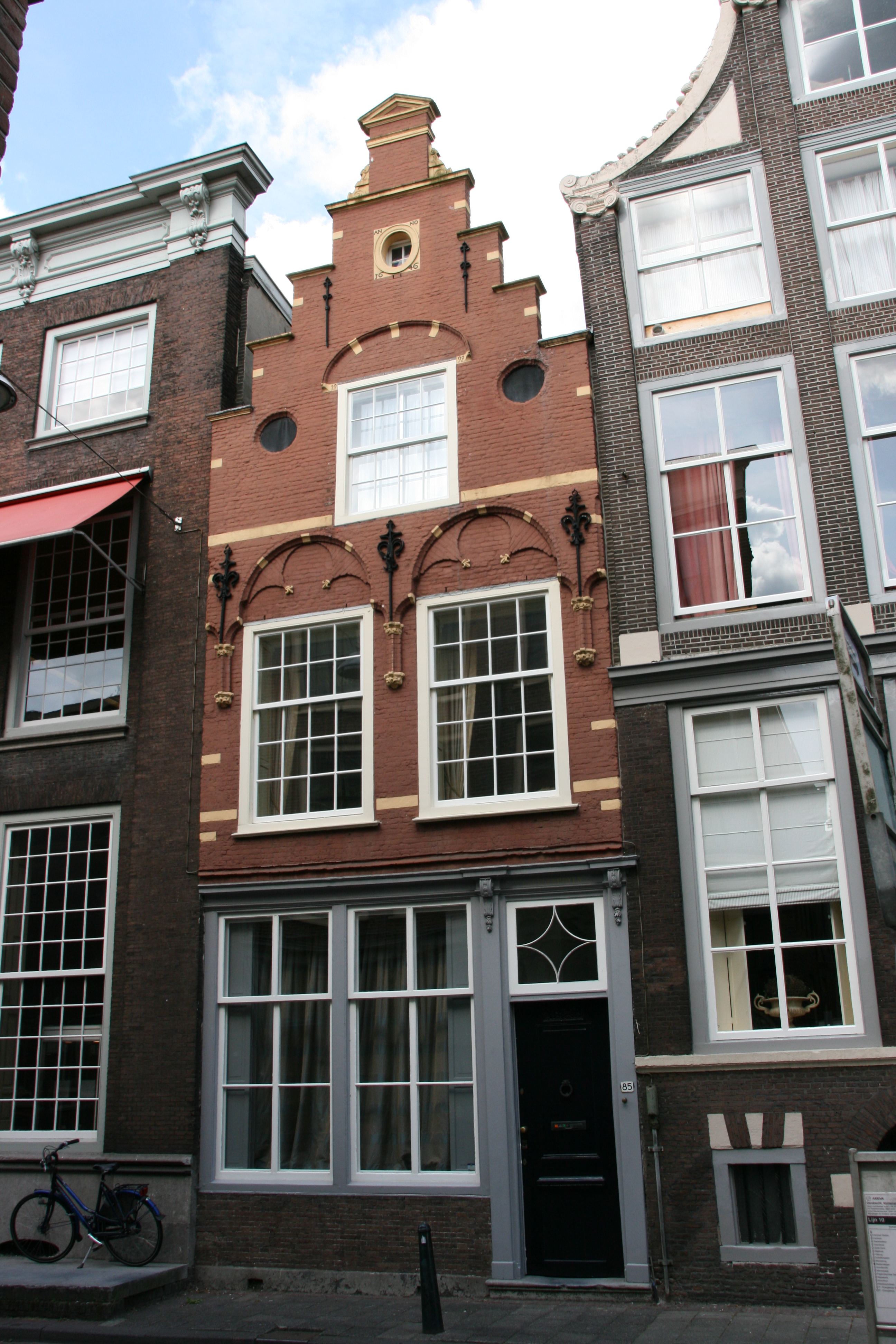
Dordtse gevel in de Wijnstraat geschilderd in Dordtse kleuren
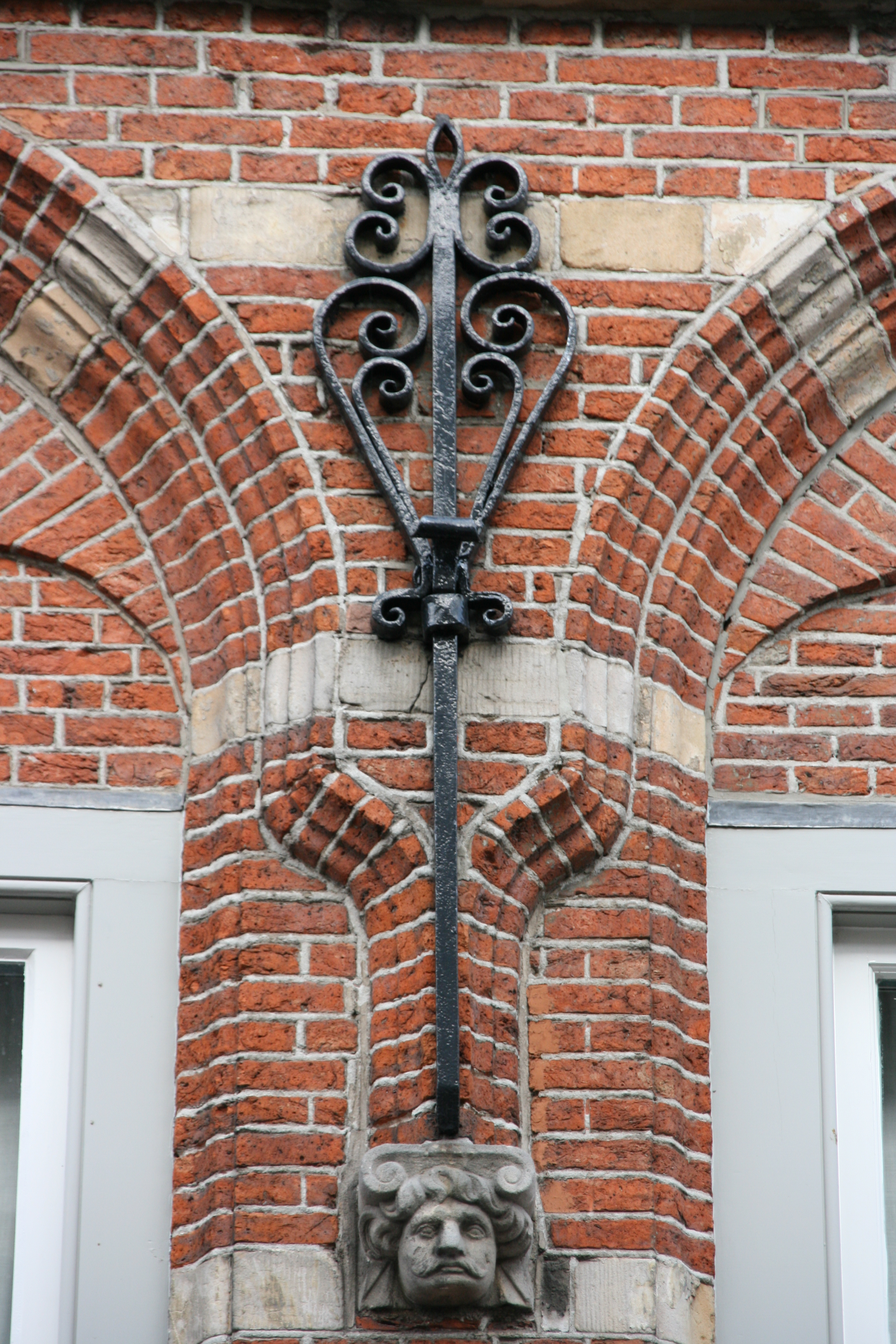
Detail van een Dordtse gevel met muuranker en gebeeldhouwd kopje
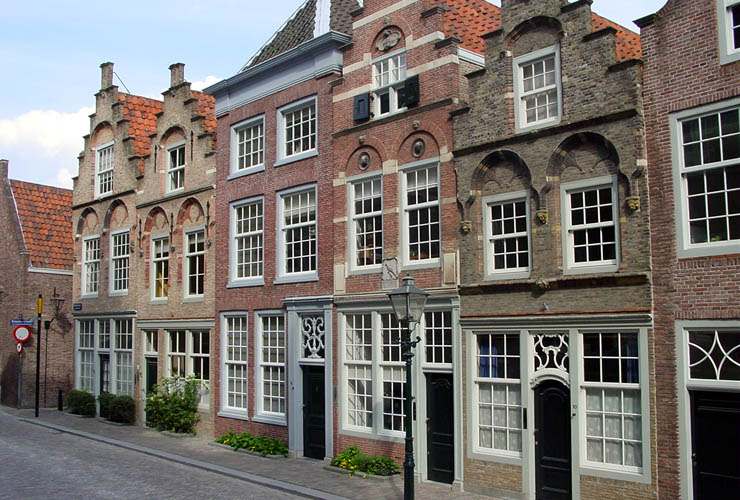
Dordtse gevels in de Hofstraat
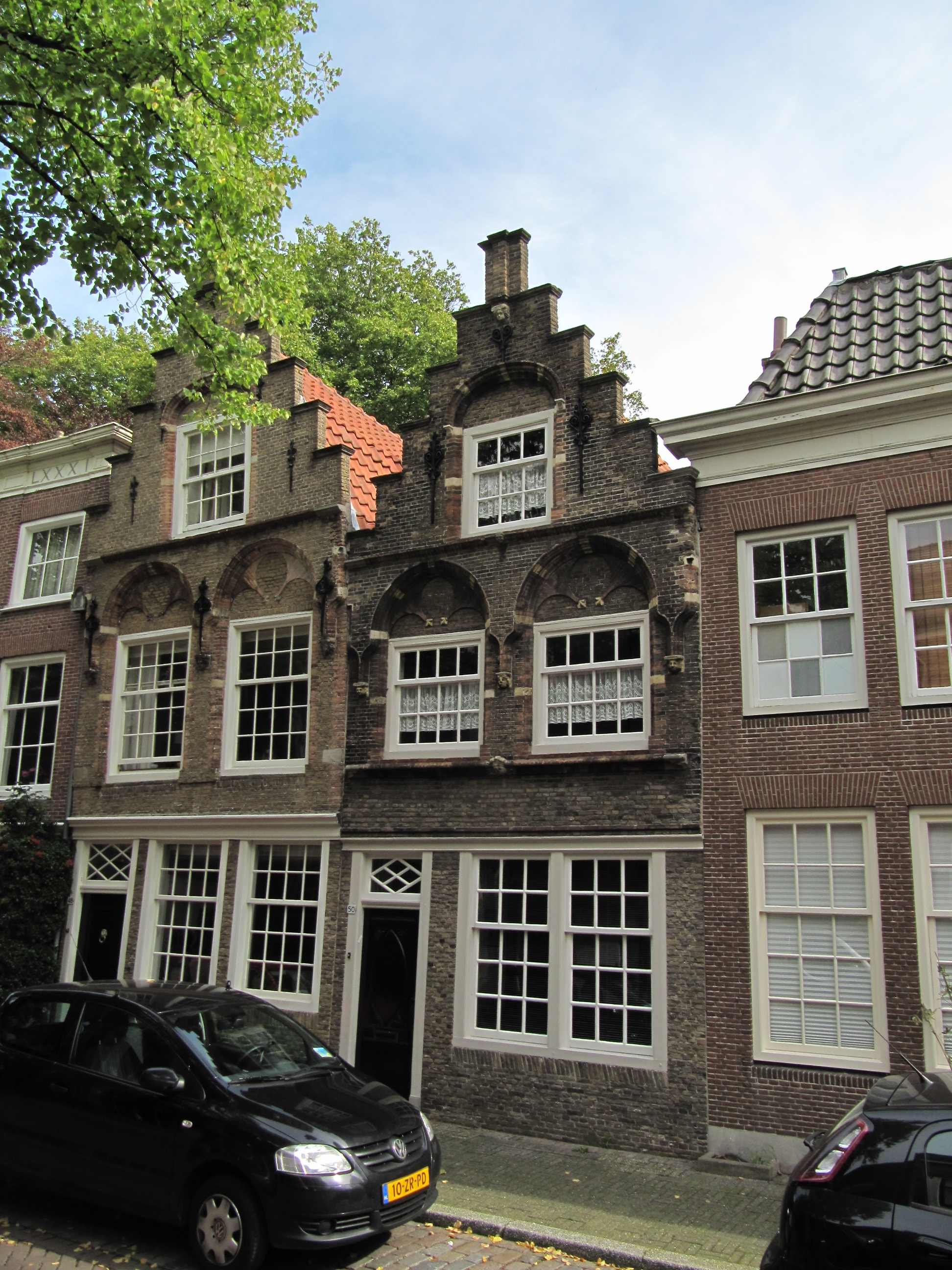
Twee Dordste gevels in de Museumstraat 48/50

## Fotogalerij Dordtse gevels elders in Nederland

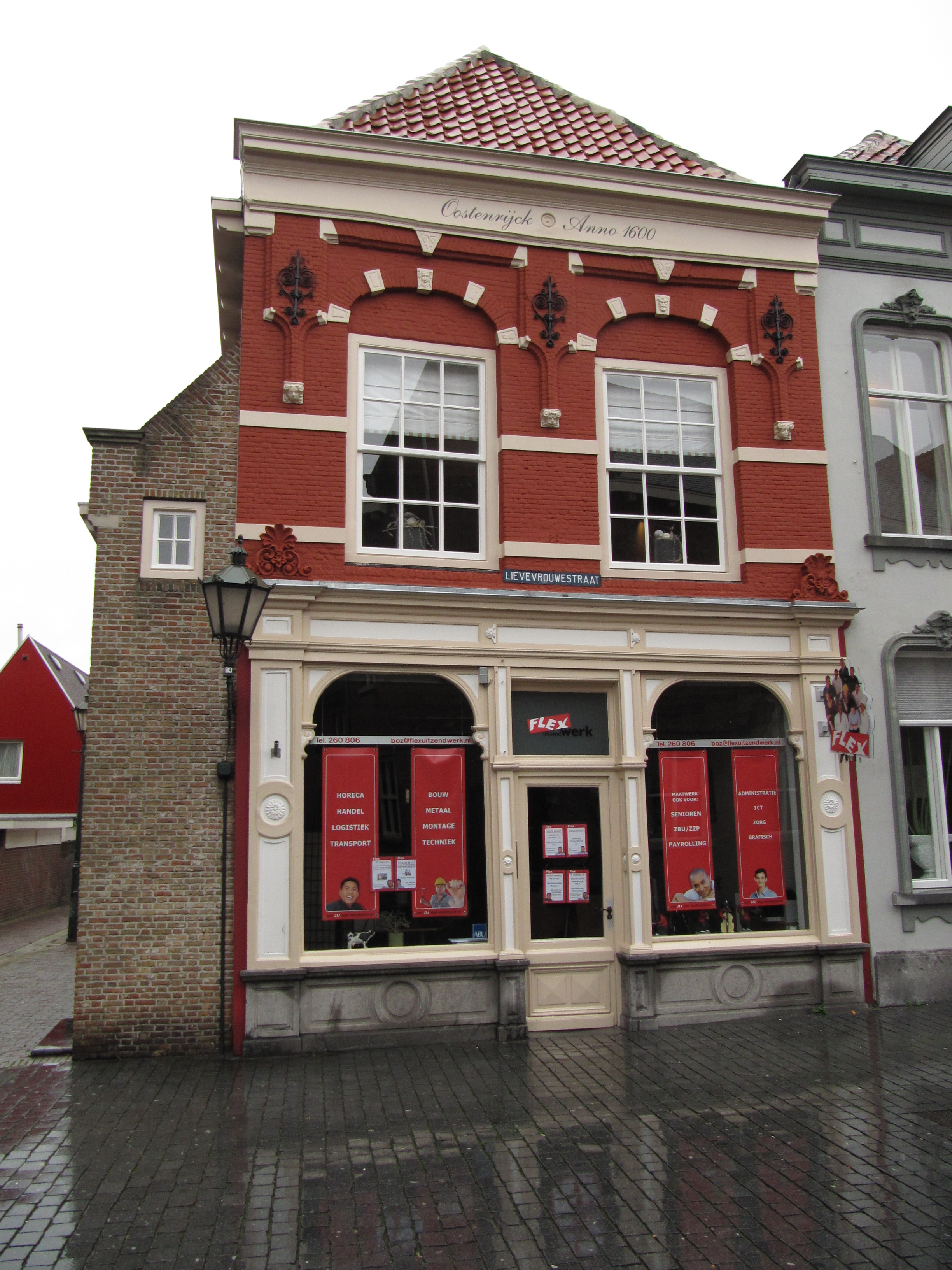
Bergen op Zoom, huis Oostenrijk, Lievevrouwestraat 5, afgetopte Dordtse gevel.
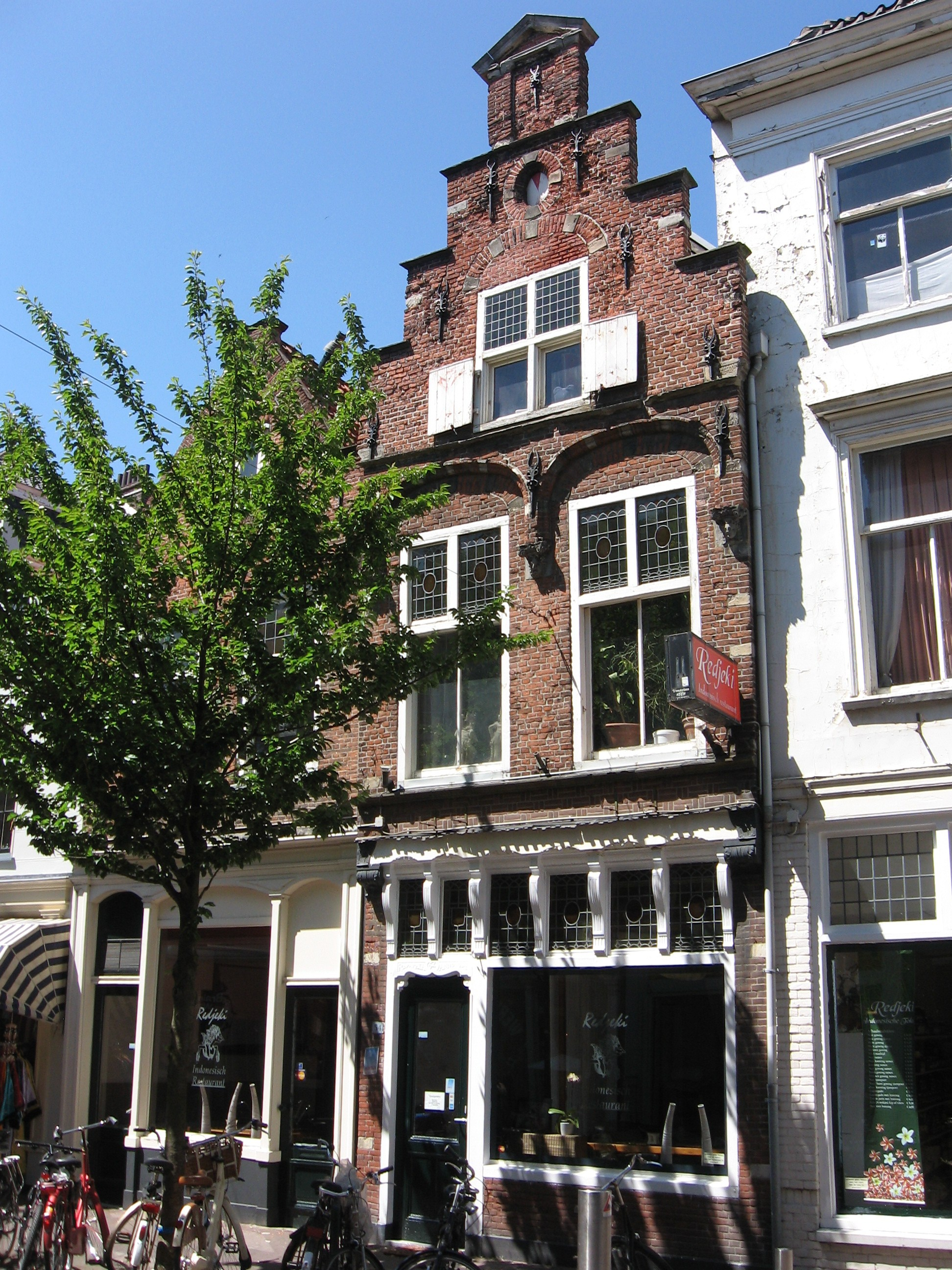
Delft, Choorstraat 5, Dordtse gevel
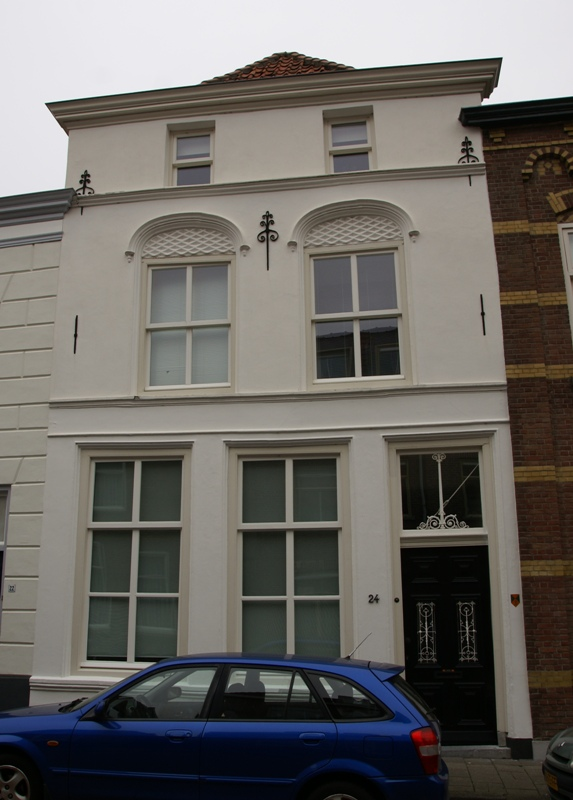
Geertruidenberg, Vismarkt 24, gestucte, van oorsprong Dordtse gevel
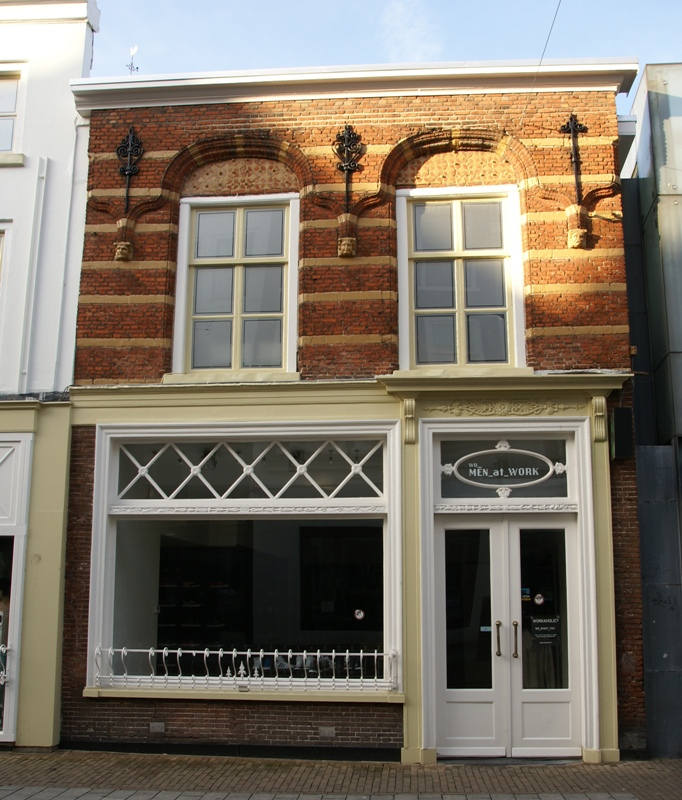
Gorinchem, Gasthuisstraat 30, afgetopte Dordtse gevel
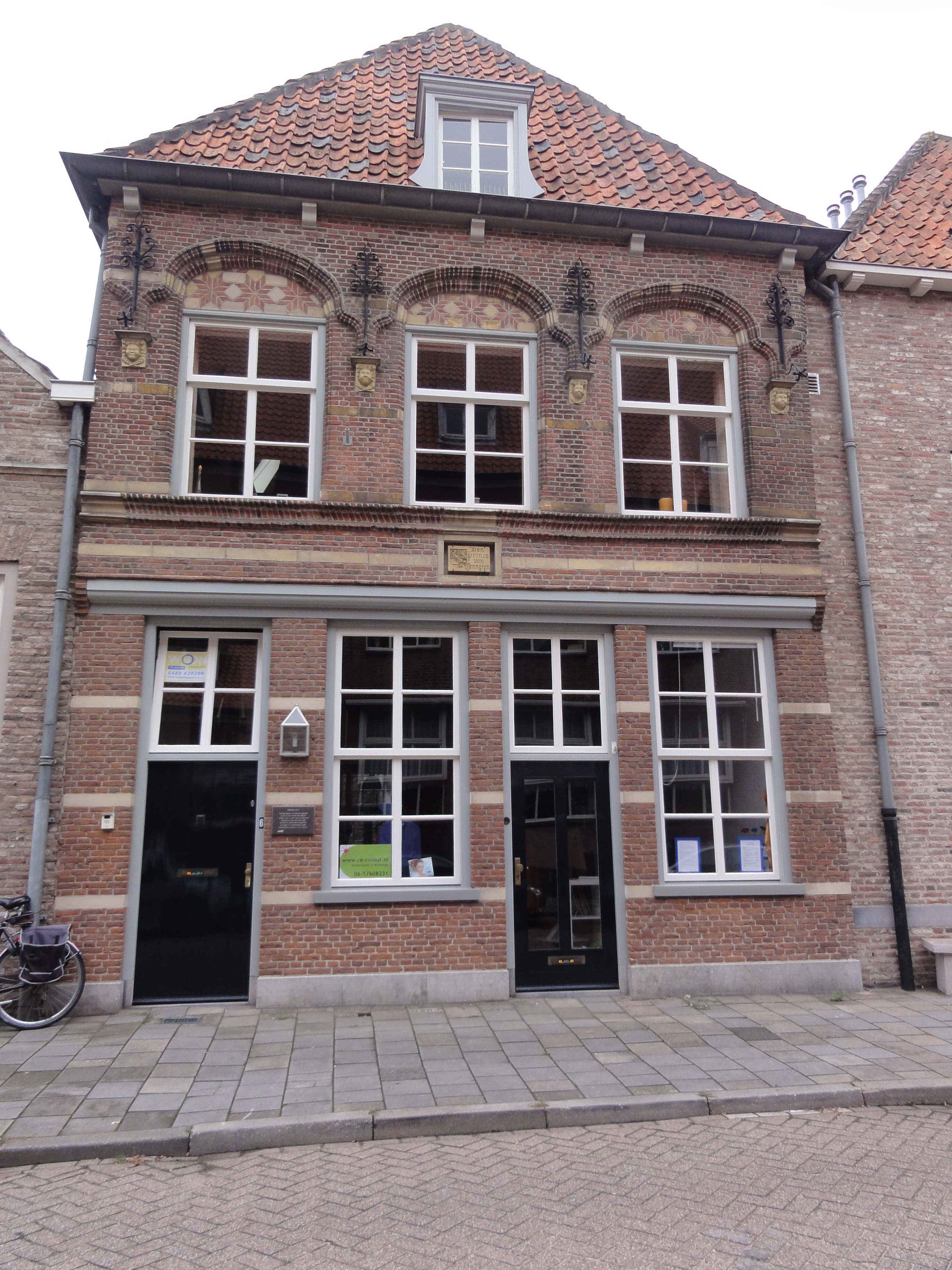
Grave, Oliestraat 6, bijzondere Dordtse gevel met drie vensters op de etage
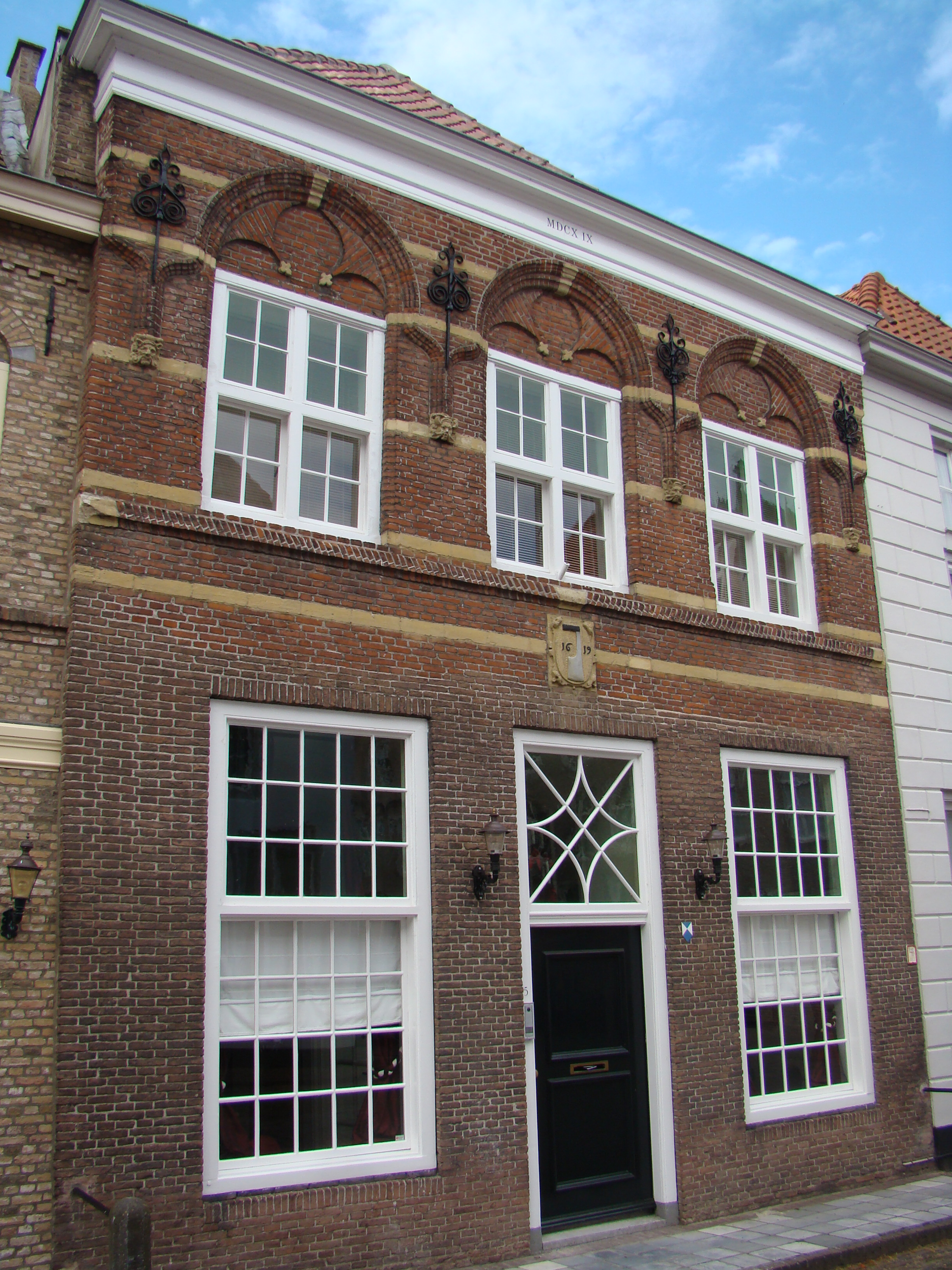
Heusden,Oudheusdensestraat 15, afgetopte Dordtse gevel
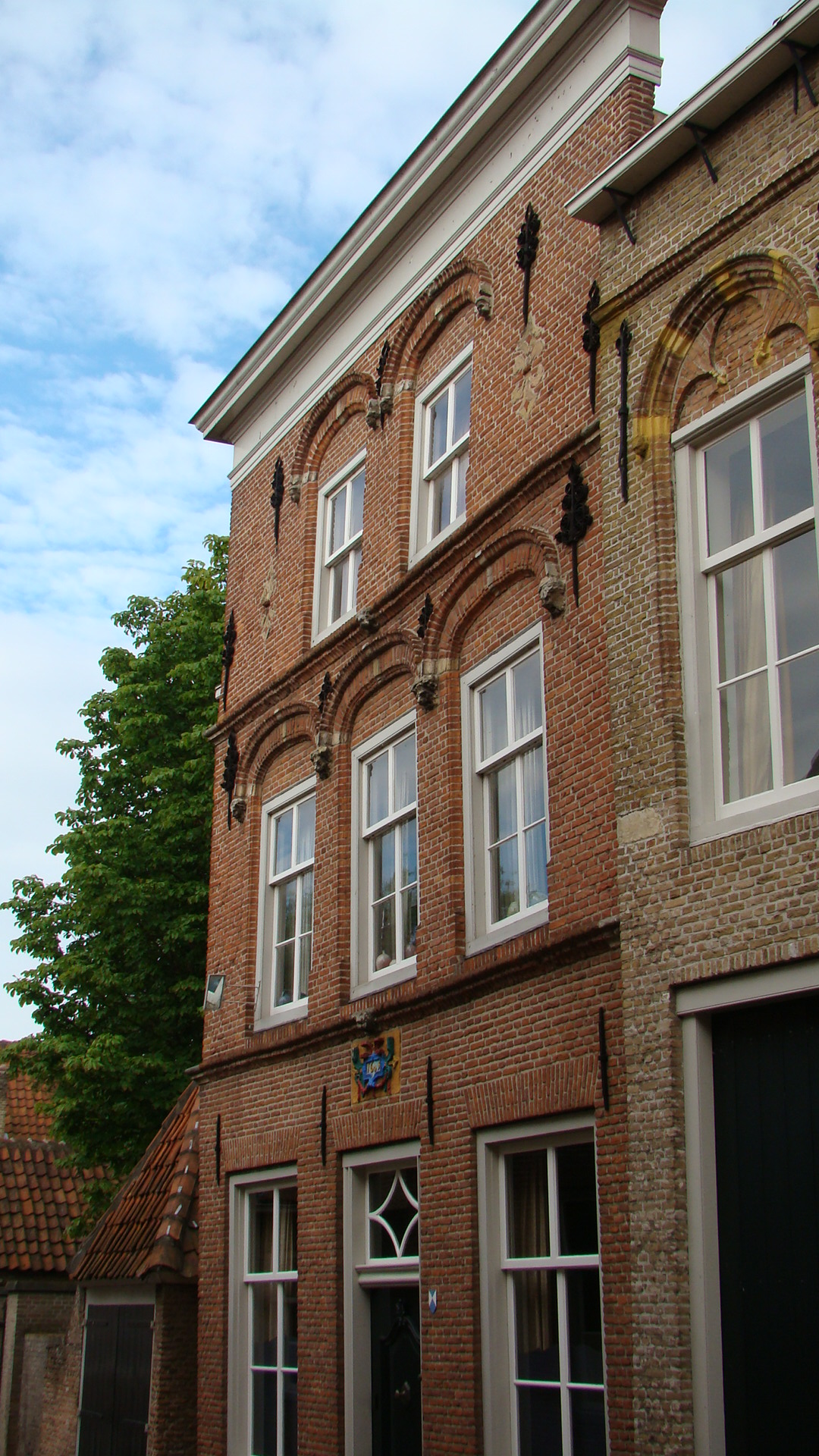
Heusden, Ridderstaat, bijzondere Dordtse gevel uit 1605 met drie vensters op de eerste etage en twee vensters op de tweede etage, daarna afgetopt
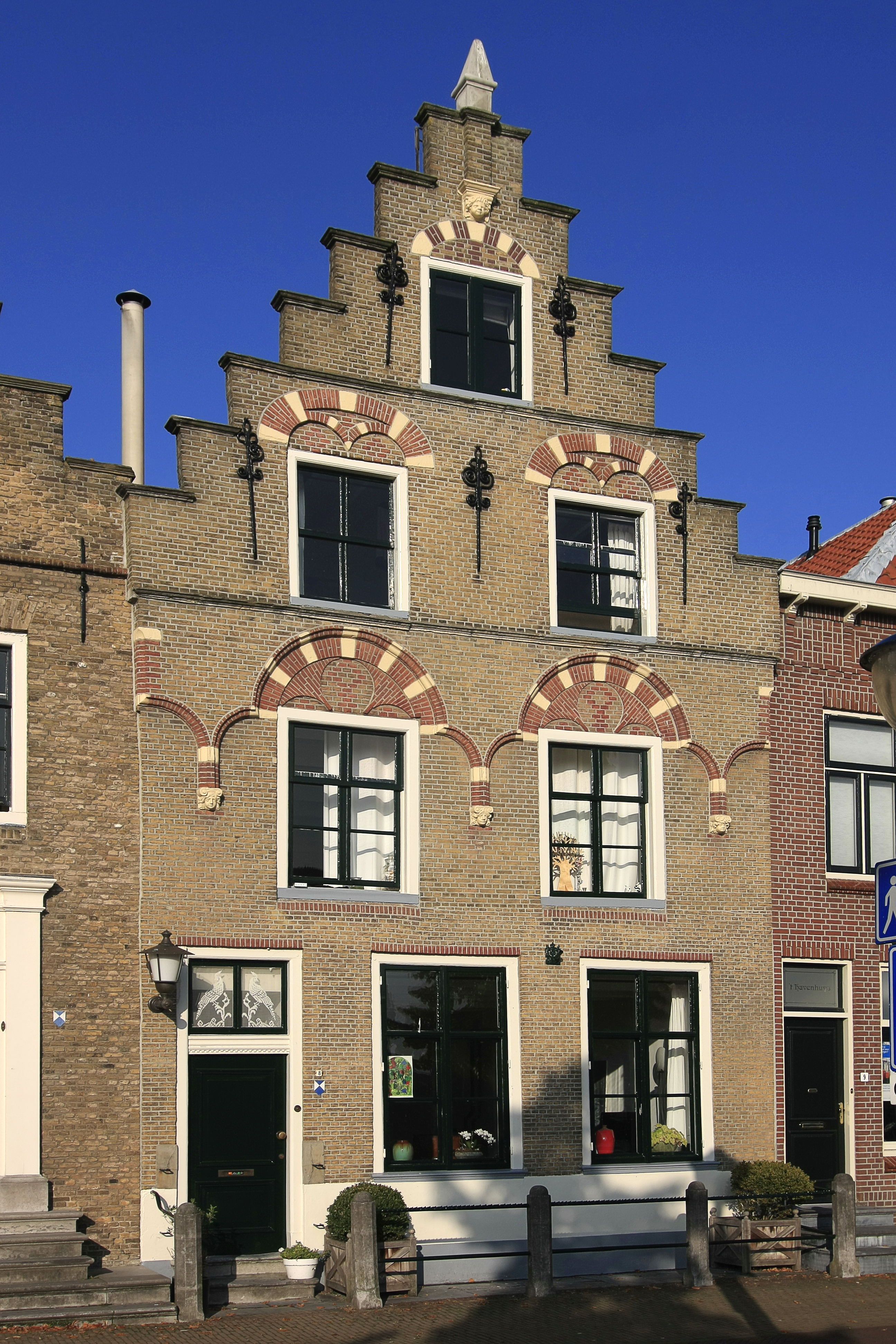
Oud-Beijerland, Havendam 8, Dordtse gevel
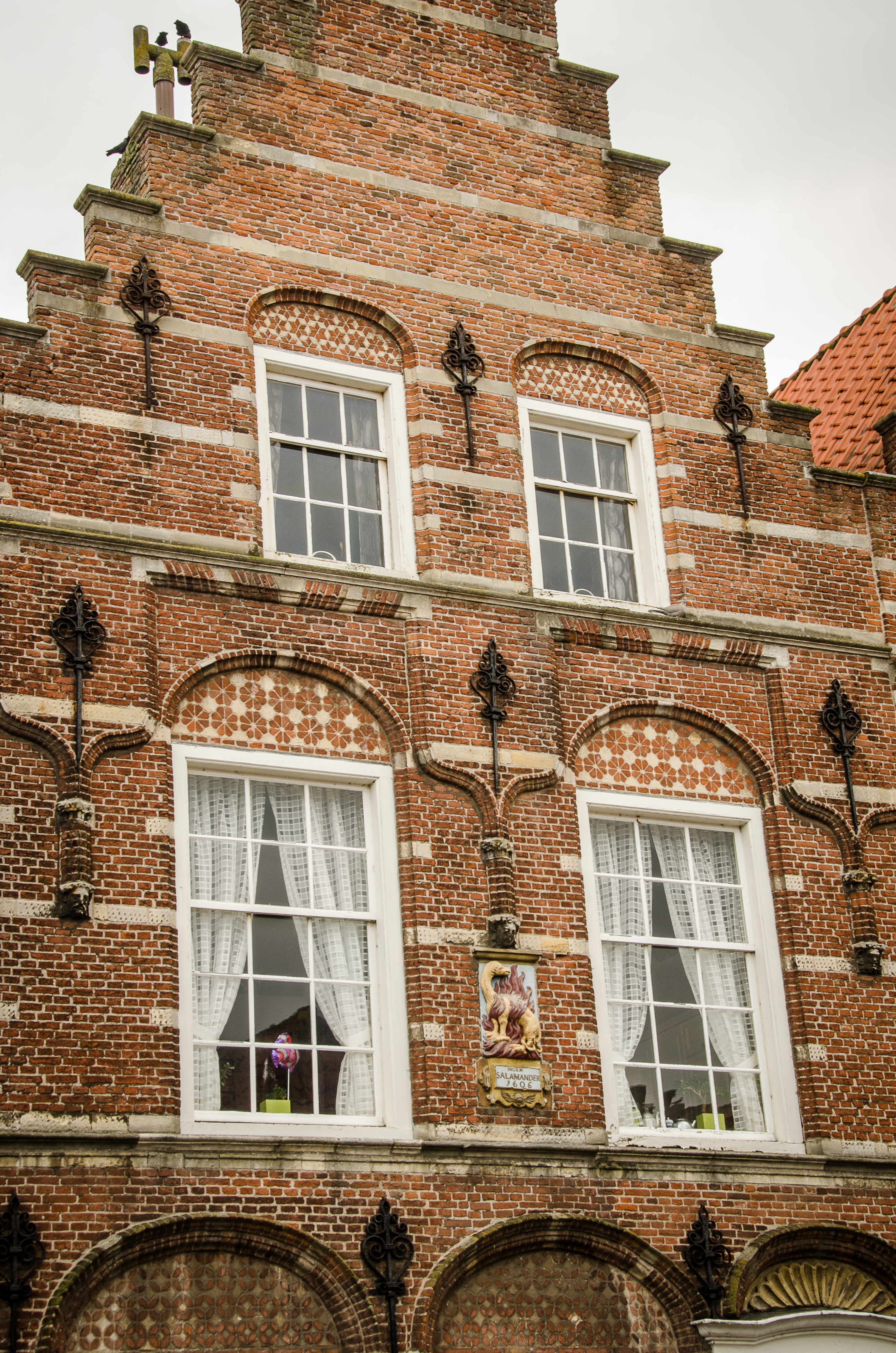
Woudrichem, Hoogstraat 14, huis In den Salamander, Dordtse gevel
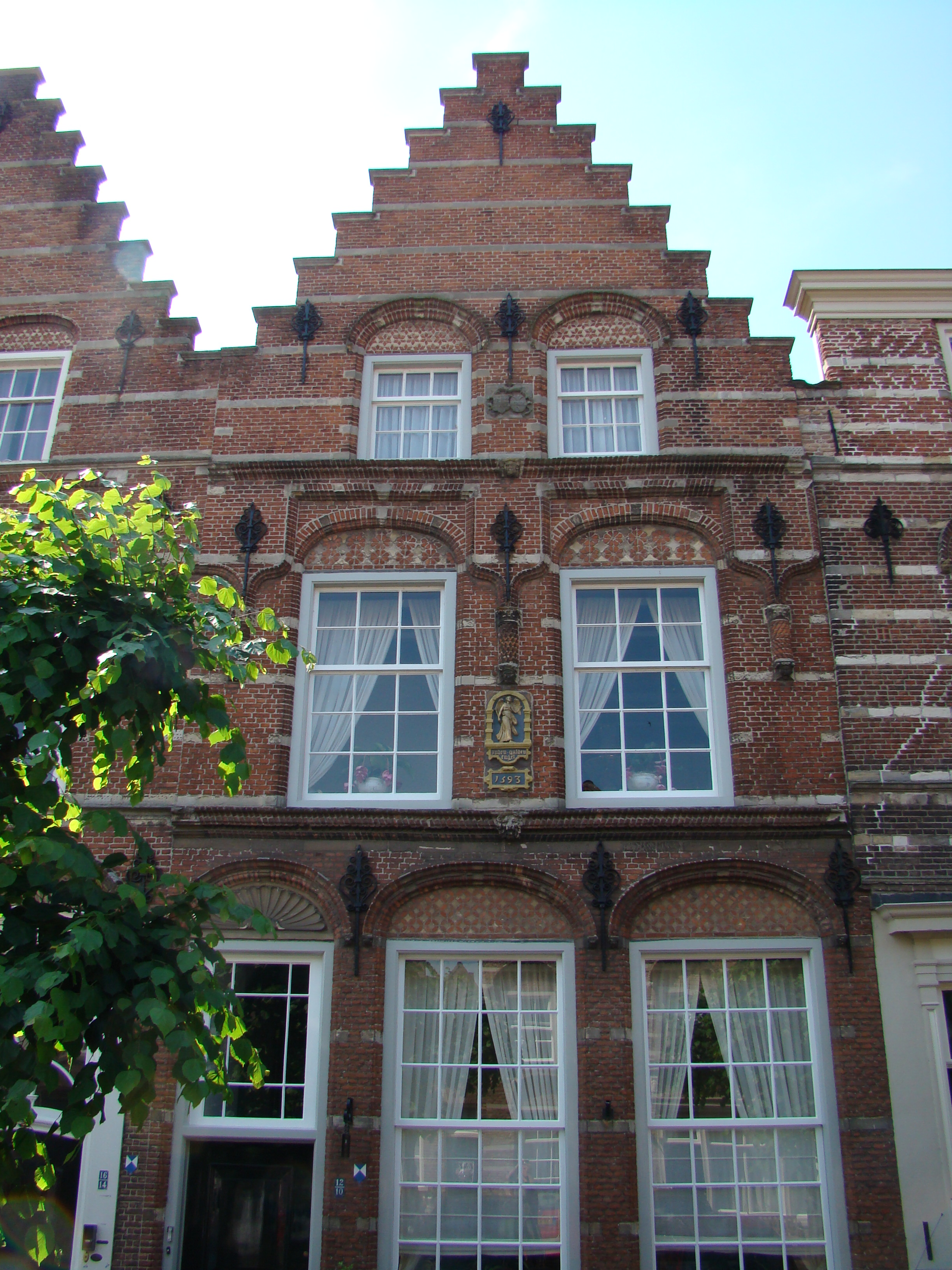
Woudrichem, Hoogstraat 10, Dordtse gevel
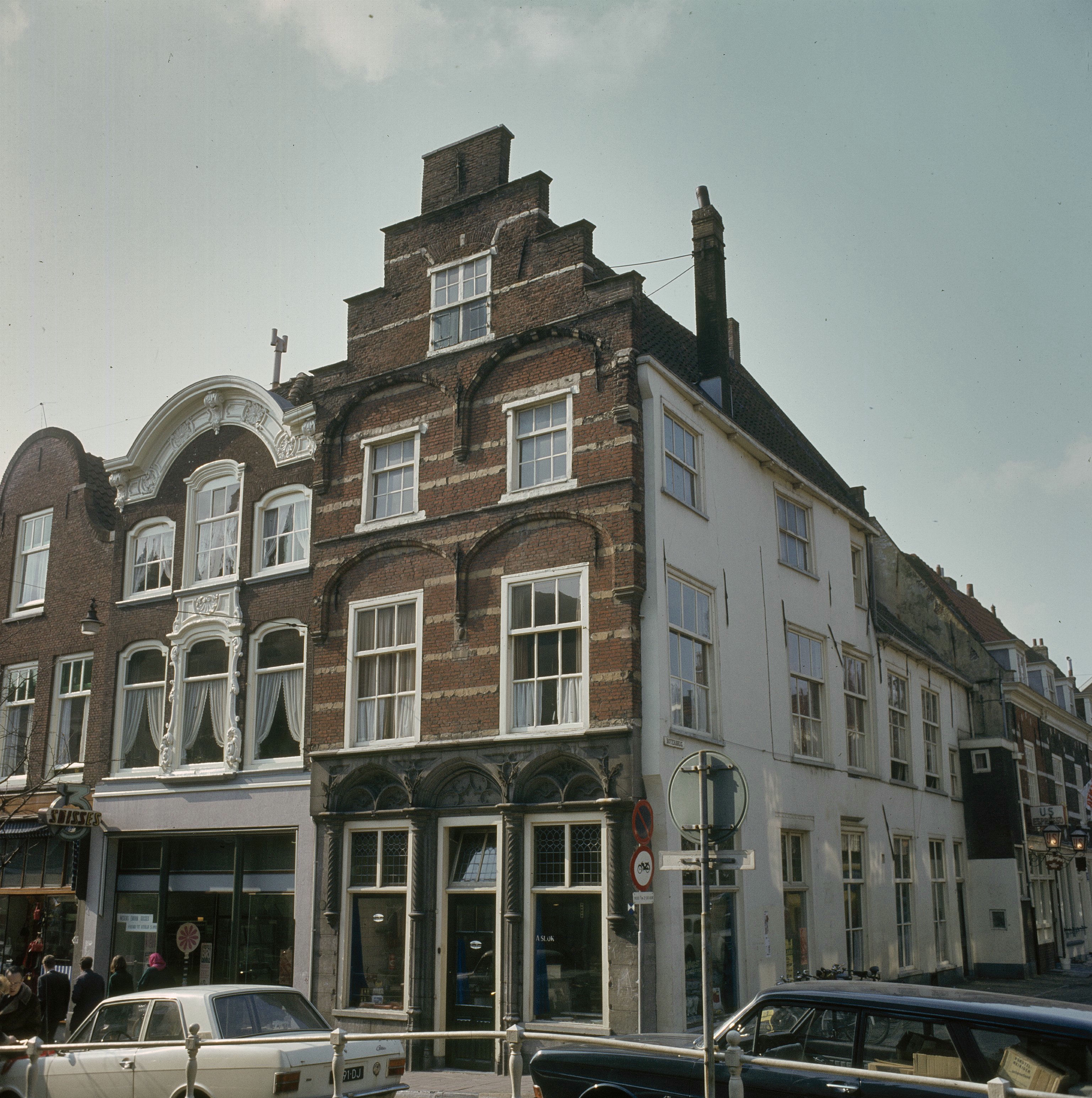
Delft, Wijnhaven 16, Het Gulden Tonneke, gotische pui met daarboven een Dordtse gevel